# Myrmecophila
Myrmecophila es un género de orquídeas que tiene asignadas 20 especies. Es originario de México hasta Venezuela y este y sur del Caribe.

## Descripción
Las especies de este género son epífitas o litófitas en su hábitat. Tienen las flores ligeramente perfumadas y se producen en espigas que crecen erectas y alcanzan de 1 a 4 metros de altura y tienen hasta 4 meses para desarrollarse. Varias de las especies de Schomburgkia fueron trasladadas al género Myrmecophila de Robert Allen Rolfe en 1917.
Las hormigas asociadas con Myrmecophila tibicinis acumulan en muchos de los pseudobulbos los desechos, que incluyen otras hormigas muertas, una variedad de insectos, pedazos de material vegetal, semillas y arena. Myrmecophila tibicinis directamente utiliza los minerales de los desechos orgánicos ( "basureros") depositados por las hormigas en el interior del hueco del pseudobulbo. En la apertura de las copas de los árboles de los trópicos en hábitats pobres en nutrientes, pueden ser un pequeño aporte de nutrientes y pueden tener un efecto significativo sobre la supervivencia de las plantas y elevar las tasas de crecimiento. 
Myrmecophila tibicinis puede crecer muy bien en ausencia de hormigas, a pesar de que es muy raro encontrar una planta deshabitada.  Las especies de hormigas responsable de la formación de colonias en Myrmecophila tibicinis son las siguientes: Brachymyrmex, Camponotus planatus, Camponotus abdominalis, Camponotus rectangularis, Crematogaster brevispinosa, Monomorium ebenium, Paratrechina longicornis, Zacryptocerus maculatus y Ectatomma tuberculatum.

## Taxonomía
El género fue descrito por Robert Allen Rolfe y publicado en Orchid Review 25(291): 50–51. 1917.
Etimología
Myrmecophila:  nombre genérico que deriva de la palabra myrmecophile y se refiere a la relación simbiótica con las colonias de hormigas que se encuentran, por lo general, viviendo en los grandes huecos de salida del pseudobulbo. Una apertura en la base de cada pseudobulbo sirve de entrada para las hormigas que cosechan el néctar de las flores y  en otras plantas en la comunidad.  

## Especies
- Myrmecophila albopurpurea
- Myrmecophila brysiana
- Myrmecophila chionodora
- Myrmecophila christ
- Myrmecophila christinae
- Myrmecophila crustacea
- Myrmecophila exaltata
- Myrmecophila galeottiana
- Myrmecophila grandiflora
- Myrmecophila humboldtii
- Myrmecophila lepidissima
- Myrmecophila mirabilis
- Myrmecophila rolfe
- Myrmecophila sanderiana
- Myrmecophila sarcopus
- Myrmecophila sinuosa
- Myrmecophila thomsoniana
- Myrmecophila tibicinis
- Myrmecophila ulotheca
- Myrmecophila wendlandii